# 十三年戰爭

普魯士邦聯提議普魯士合併 波蘭王國, 1454

十三年戰爭發生於1454-1466年，是普鲁士邦聯與波蘭王國結盟共同對抗條頓騎士團國的戰爭。1454年，普魯士地區的城市起義和當地貴族爭取獨立的鬥爭引發了戰爭。戰爭開始後，普鲁士邦聯求助於波蘭國王卡齊米日四世，並提出條件，同意將普魯士併入波蘭王國。波蘭同意支持普魯士邦聯，與騎士團的戰爭隨即爆發。
十三年戰爭以波蘭與普魯士邦聯的勝利而告終，他們與騎士團簽訂了第二次托倫和約(1466)。隨後，教士戰爭爆發（1467-1469），這次戰爭是因為波蘭與騎士團關於瓦尔米亚采邑主教区獨立問題的爭執引起的。

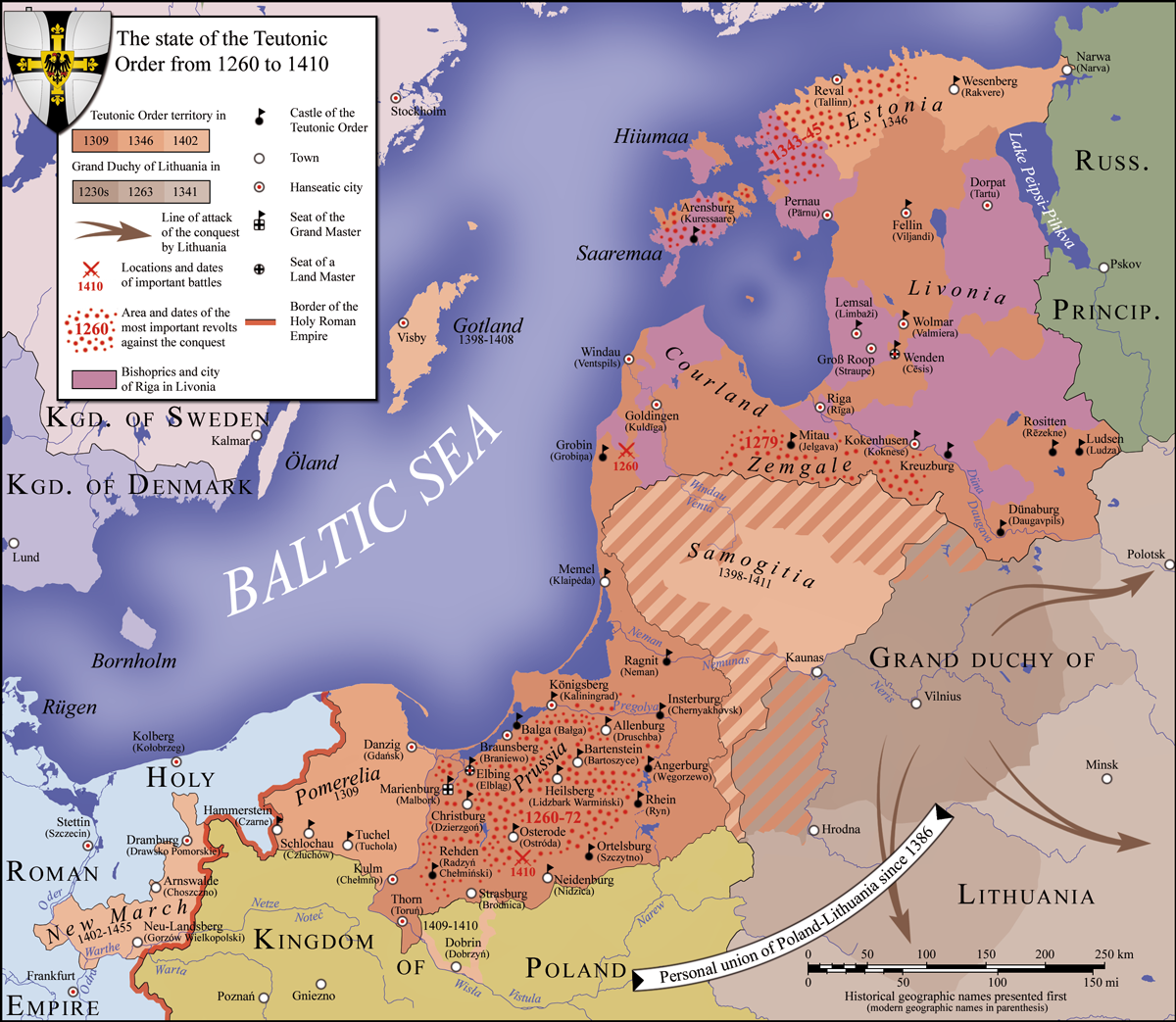
Teutonic state in 1410

## 戰爭原因
在15世紀，普魯士的各城鎮處於經濟快速發展時期。條頓騎士團的統治在當地人看來是不合時宜，高昂的關稅和糧食專賣制度（進行糧食貿易的商人必須繳納大批金錢購買專賣權）阻礙了當地經濟的發展。與此同時，當地貴族更渴望在鄉村的發展中獲得更多權力。騎士們被認為侵犯了貴族和城市的特權。當地手工業者也因為要與隨騎士團而來的德國工匠競爭而心存不滿。卡舒比人、波蘭人、德國人和古普鲁士人漸趨融合，各民族間的差異也在逐步消失，各種族的目標漸趨一致，同時，政治態度也更傾向波蘭。
1397年，普魯士的騎士建立了一個秘密組織――「蜥蜴同盟」（Lizard Union），對抗條頓騎士團，後來由於得不到城鎮居民的支持而失敗。在1409-1411年戰爭期間，波蘭-立陶宛聯盟於格伦瓦德之战取勝後，普魯士人立即宣布向波蘭國王雅蓋沃二世效忠。不久，波蘭軍隊受挫於马尔堡城堡的堅城之下，被迫退兵，普魯士人重新回到了騎士團的統治之下。戰後的《第一次托倫和約》有一項條款規定，若條頓騎士團違反和約，普魯士人有權利進行反抗。在隨後的一系列戰爭中，普魯士人都是持反對態度的，並且迫使條頓騎士團的大團長尋求和平。1440年2月21日，一些普魯士城市由貴族與教士領導成立了「普鲁士邦聯」，其中最主要的城市有托倫、庫爾姆（海烏姆諾）、埃爾布隆格、但澤。

### 1452-1454年間的談判
在1452年，普魯士聯盟請求神聖羅馬帝國皇帝腓特烈三世調解與條頓騎士團之間的衝突。1453年12月5日，腓特烈三世敕令普魯士邦聯必須服從條頓騎士團的命令，遭到邦聯的反對。面對這種形勢，普鲁士邦聯在托倫、波美拉尼亞、庫爾默蘭(Culmerland)等地貴族的要求下求助於波蘭。並得到波蘭國王卡齊米日四世之母索菲亞(Sophia of Halshany)的支持。但頗具影響力的克拉科夫大主教Zbigniew Oleśnicki卻表示反對，並企圖阻止戰爭的爆發。
1454年1月，當波蘭國王卡齊米日四世與哈布斯堡王室聯姻之時，普魯士請求將其併入波蘭王國，卡齊米日四世要求普魯士聯盟提交一份正式的請願書。1454年2月4日，普魯士邦聯秘密議會向條頓騎士團大團長遞交了一份表示反抗的正式文件。兩日後，普魯士邦聯開始起義，起義很快蔓延至普魯士全境。除了馬林堡、什圖姆、霍伊尼采等地之外，普魯士所有的城市都脫離了條頓騎士團的統治，起義者搗毀他們所佔領的騎士團城堡。1454年2月10日，普魯士聯盟派出一個正式的代表團到波蘭，請求波蘭國王卡齊米日四世接收普魯士。1454年3月6日，波蘭國王卡齊米日同意將普魯士收歸版圖，普魯士聯盟向國王宣誓效忠。在同一日，波蘭國王同意給予普魯士的城市和貴族廣泛的特權。三日後，代表團團長Johannes von Baysen被波蘭國王任命為第一任普魯士行政長官。4月15日後，除瓦爾米亞主教區外，普魯士所屬地區都向新統治者宣誓效忠。1454年2月22日，波蘭王國向條頓騎士團國宣戰，雙方都預期戰爭能在短期內結束。

## 國際形勢
1454年，儘管卡齊米日四世以波蘭國王的身份兼任立陶宛大公，但波蘭與立陶宛之間發生了衝突。立陶宛在戰爭期間並沒有向波蘭提供有效的援助。當然，有部分原因是由於立陶宛受到莫斯科公國和已於1453年攻陷君士坦丁堡的奧斯曼帝國的威脅。
國際形勢對波蘭也是有利的，沒有外來的勢力干涉這場戰爭。由於波希米亞在胡斯戰爭中受到重創而變得衰弱，短期內無法解決的內部衝突使其無暇顧及波蘭與條頓騎士團的戰爭。儘管漢薩同盟對普魯士城市持同情態度，但由於條頓騎士團給予了他們額外的特權，漢薩同盟轉而支持條頓騎士團。利沃尼亞騎士團因為與丹麥的矛盾，無力支援條頓騎士團。瑞典與丹麥發生衝突，雙方都對「十三年戰爭」中的雙方持中立態度。法蘭西與英格蘭在經歷了百年戰爭后變得衰弱了，而且英格蘭又陷入了內戰當中（玫瑰戰爭）。勃艮第、法蘭德斯、尼德蘭公爵「好人」腓力正忙於整合其治下領土，企圖建立一個獨立的勃艮第王國。教皇尼古拉斯五世更關注如何抵擋奧斯曼帝國的西侵。

## 參戰方實力對比
當時波蘭軍隊主要是來自於各級貴族，國內所有貴族在得到國王召令后必須帶同其領地內的管理人員應徵入伍。城市則負責提供馬匹、糧食和運送補給。戰鬥的單位分為兩個來源，一是來自於一些大的古老宗族，一是來源於擁有領地的貴族和騎士。同時，波蘭國王也會臨時徵召大量農民充當步兵。波蘭軍隊總計約為30000人。
5世紀初，波蘭王國也開始使用雇傭兵，他們通常來自戰鬥於「聖喬治十字」(St George's Cross)旗下的人，這些人大多數來自波希米亞。「聖喬治十字」旗通常是白底紅十字或紅底白十字，後者通常用于波希米亞人同時出現在敵對雙方的陣營中，以此用以相互區別。波蘭軍隊通常使用塔波爾派軍隊的常用戰術，這是一種學自波希米亞人的重要戰術。波蘭軍隊裝備了射石炮，這是一種原始的加農炮，但在戰場上的作用十分有限；同時，他們大量裝備弩，這種制式武器若能運用得當，能在戰場上造成大量殺傷。
普魯士的軍隊由城市提供的徵召兵組成，總數約有16000人，另外還有少量的武裝農民。他們裝備的火炮比波蘭軍隊多。普魯士聯盟還擁有一支小型艦隊，由武裝商船和雇傭自其他城市的私掠船組成。
條頓騎士團在1454年失去了大多數的軍械庫，但仍組織起由騎士和武裝農民組成的軍隊，但大部分軍隊仍是雇傭軍，主要來自德意志和波希米亞。

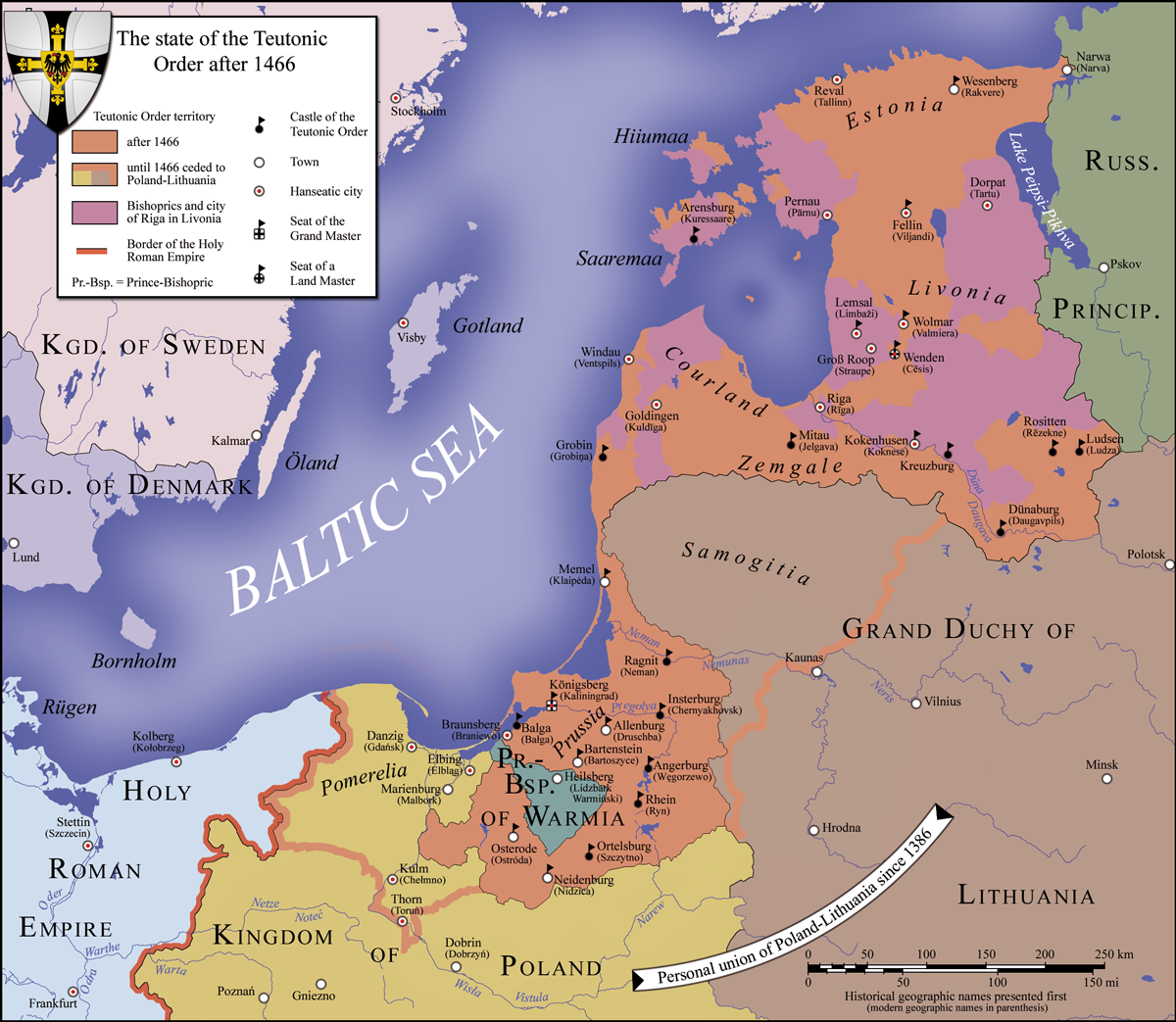
Teutonic state in 1466

## 結果
波蘭成功地迫使耗儘力量的條頓騎士團重新要求談判。新的調停人是教皇庇護二世。雙方於1466年10月10日簽訂了《第二次托倫和約》。條約規定，西普魯士成為波蘭王國的一個自治省，此地區即以後的皇家普魯士。瓦爾米亞大主教區歸屬波蘭王國。東普魯士仍由條頓騎士團控制，但是條頓騎士團成為波蘭國王的臣屬，騎士團的大團長擔任波蘭色姆（議會）的議員。此條約後來引發了教皇庇護二世與神聖羅馬帝國皇帝腓特烈三世的爭論。